# Robert Service
 (mai 2022).
Si vous disposez d'ouvrages ou d'articles de référence ou si vous connaissez des sites web de qualité traitant du thème abordé ici, merci de compléter l'article en donnant les références utiles à sa vérifiabilité et en les liant à la section « Notes et références ».
Pour les articles homonymes, voir Robert Service (homonymie).
Robert John Service, né le 29 octobre 1947, est un historien britannique spécialiste de l'histoire de la Russie. Il est professeur à la British Academy et à l'université d'Oxford. De 2004 à 2006, il a été Distinguished Visiting Scholar à la Hoover Institution.

## Biographie
Robert Service passe son cycle undergraduate à l'université de Cambridge, où il étudie le russe et le grec ancien. Il fréquente ensuite les universités d'Essex et de Léningrad pour son postgraduate, durant lequel il se consacre à la science politique puis à l'histoire. Il enseigne à l'université de Keele et à la School of Slavonic and East European Studies de l'University College de Londres avant de rejoindre l'université d'Oxford en 1998, où il enseigne actuellement.
Entre 1986 et 1995, Service a publié une biographie en trois volumes de Lénine, rééditée en 2000 en un volume, dans une version mise à jour. Il a également rédigé plusieurs histoires générales de la Russie au XXe siècle. Après sa biographie de Staline, il a publié en 2009 celle de Trotsky.

## Critiques
Ce dernier livre sur Trotsky a été fortement critiqué par son collègue de la Hoover Institution, Bertrand Patenaude, dans une chronique pour The American Historical Review. Patenaude y passe en revue son livre en parallèle d'une critique du trotskyste David North (Défense de Léon Trotsky), il y accuse Service de dizaines d'erreurs sur les faits, de présentation tendancieuse des preuves, et de « ne pas parvenir à analyser les idées politiques de Trotsky d'une manière sérieuse ». Service a répondu que les erreurs de faits sont mineures.
En juillet 2009, avant la publication de son propre livre, Robert Service avait écrit une chronique du livre de Patenaude Stalin's Nemesis: The Exile and Murder of Leon Trotsky qu'il appréciait pour être « brillamment écrit » mais le critiquait également pour avoir négligé les crimes de Trotsky quand il partageait le pouvoir en URSS, en dépeignant Trotsky en « noble martyr ».
Le livre de Service a également été fortement critiqué par Hermann Weber, historien allemand du communisme et ex-membre du Parti communiste d'Allemagne (KPD), lequel a mené une campagne pour empêcher Suhrkamp Verlag de le publier en Allemagne. Quatorze historiens et sociologues ont signé une lettre ouverte à la maison d'édition. Celle-ci citait « une collection d'erreurs factuelles », la « connotation répugnante » des passages dans lesquels Service se penche sur les origines juives de Trotsky, ainsi que le recours de Service à « des formules utilisées par la propagande stalinienne » afin de discréditer Trotsky,. Suhrkamp a annoncé en février 2012 qu'il poursuivrait la publication.

## Ouvrages

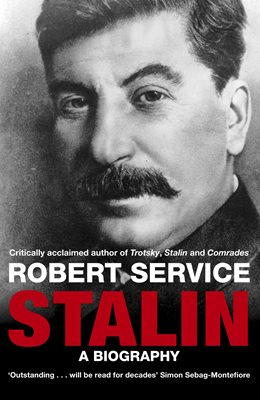
Couverture de Stalin: A Biography (2004).

### Version originale
- The Bolshevik Party in Revolution, 1917-23,  Macmillan, 1979.
- Lenin: A Political Life: The Strengths of Contradiction, Indiana University Press, 1985.
- The Russian Revolution, 1900-1927, Macmillan, 1986, rééd. 1992 et 1999.
- Lenin: A Political Life: Worlds in Collision, Indiana University Press, 1991.
- (éd.), Society and Politics in the Russian Revolution, Macmillan, 1992.
- Lenin: A Political Life: The Iron Ring, Indiana University Press, 1995.
- A History of Twentieth-Century Russia, Lane, 1997.
- avec Geoffrey A. Hosking (éd.), Russian Nationalism Past and Present, Palgrave Macmillan, 1998.
- A History of Modern Russia, from Nicholas II to Putin, Penguin, 1998, rééd. 2003.
- avec Geoffrey A. Hosking (éd.), Reinterpreting Russia, Arnold Publishers, 1999.
- Lenin: A Biography, Harvard University Press, 2000, rééd. Belknap Press, 2002.
- Russia: The Birth of a Modern Nation, Macmillan, 2002.
- Stalin: A Biography, Macmillan, 2004.
- Comrades. Communism : a World History, Macmillan, 2007.
- Trotsky: a biography, Belknap press, 2009.

### Version française
- Trotski, éd Perrin, septembre 2011, 624 p.
- Lénine, éd Perrin, septembre 2012
- Robert Service (trad. de l'anglais par Martine Devillers-Argouarc'h), Staline, Paris, Perrin, 2013, 736 p. (ISBN 978-2-262-03455-9, présentation en ligne).